# Roberto Carlos (piosenkarz)

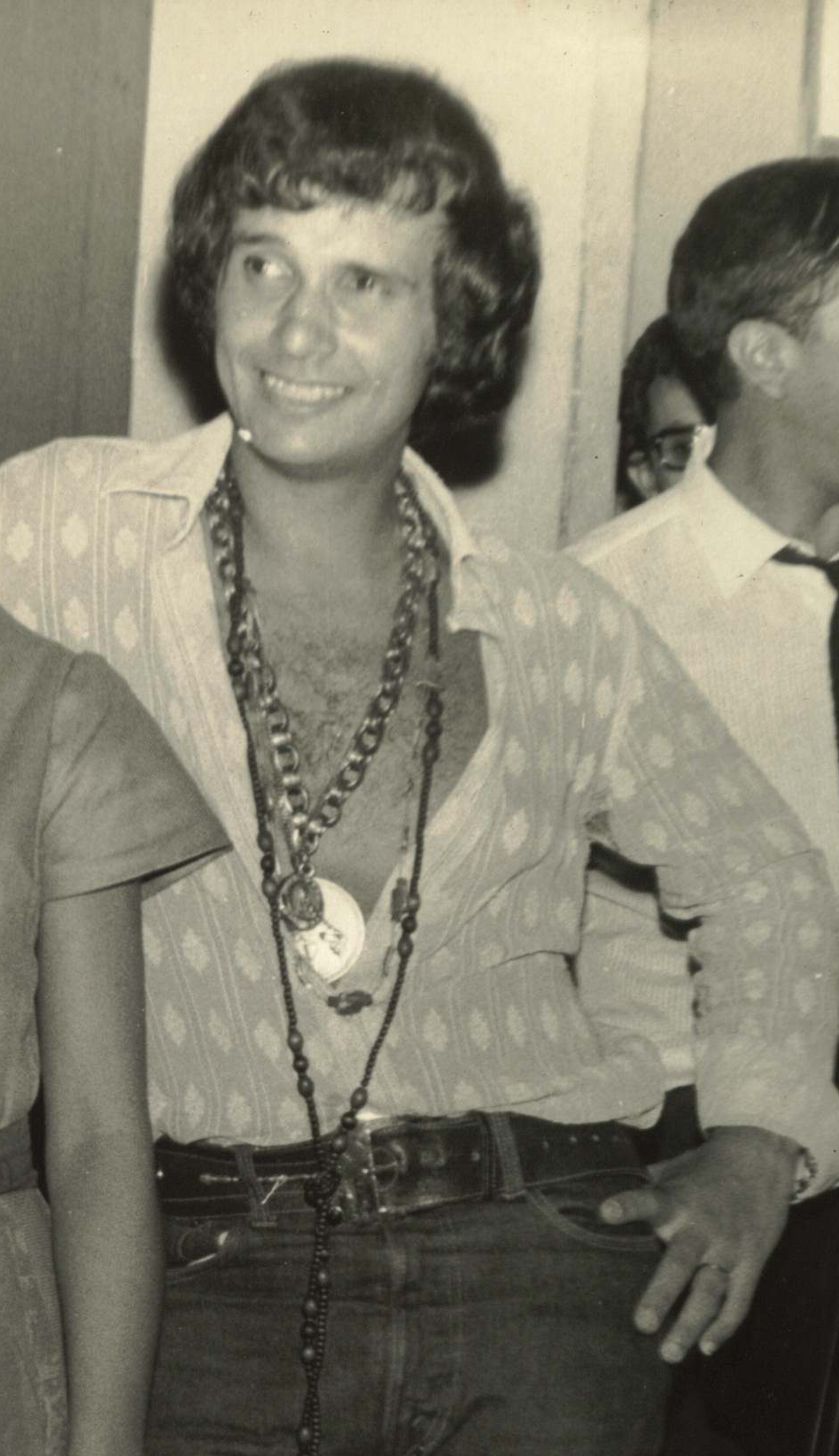
Roberto Carlos, ok. 1972

Roberto Carlos, wym. [ʁoˈbeɾtu ˈkaɾlus], właśc. Roberto Carlos Braga (ur. 19 kwietnia 1941 w Cachoeiro de Itapemirim) – brazylijski piosenkarz muzyki pop. Nagrywa piosenki w języku portugalskim, hiszpańskim, włoskim, angielskim i francuskim. Jeden z najpopularniejszych piosenkarzy w historii muzyki pop w Ameryce Łacińskiej. W ciągu swej kariery sprzedał ponad 100 milionów płyt.
Zwycięzca festiwalu Festiwalu Piosenki Włoskiej w San Remo w 1968. Laureat nagrody Grammy w 1989.

## Życiorys

### Lata 50. Początek kariery
Roberto Carlos przyszedł na świat w rodzinie należącej do niższej klasy średniej. W wieku 6 lat stracił jedną z nóg i musiał korzystać z protezy. W wieku lat 9 zadebiutował w swoim rodzinnym mieście występując w lokalnej rozgłośni radiowej. W 1955 przeniósł się do położonego na przedmieściach Rio de Janeiro miasta Niterói, a następnie do Lins de Vasconcelos (również przedmieścia Rio de Janeiro), gdzie rozpoczął występy jako artysta rock and rollowy inspirujący się dokonaniami Billa Halleya, Elvisa Presleya i Little Richarda. W tym samym czasie spotkał producenta telewizyjnego i radiowego Carlosa Imperiala (pochodzącego również z jego rodzinnego miasta), które to spotkanie okazało się bardzo ważne w pierwszych latach jego kariery. Dwa lata później Roberto Carlos wystąpił w TV Tupi śpiewając piosenkę „Tutti Frutti” z repertuaru Little Richarda. Został następnie wyznaczony jako artysta otwierający koncert Billa Haleya w hali Maracanãzinho w Rio de Janeiro; poznał wówczas Erasmo Estevesa (znanego później jako Erasmo Carlos). W 1958 Roberto Carlos utworzył zespół The Snacks (przemianowany później na The Sputniks), w skład którego weszli: Erasmo Esteves, Tim Maia, Edson Trindade, Arlênio Livio i José Roberto „China”. Grupa po kilku występach telewizyjnych rozpadła się z powodu konfliktu między Carlosem a Maią. Po występie w kilku filmach oraz w kolejnym zespole, The Snakes (w którym występował razem z Erasmo), Roberto Carlos postanowił spróbować swych sił jako artysta bossa novy, będąc w tym okresie pod silnym wpływem João Gilberto. Świadectwem jego dokonań na tym polu są single: „João e Maria”/„Fora do Tom” (wydany w 1959) i „Canção de Amor Nenhum”/„Brotinho Sem Juízo” (wydany w sierpniu 1960). W tym czasie Roberto Carlos regularnie występował w programach telewizyjnych.

### Lata 60.
W 1961 Roberto Carlos nagrał swój pierwszy album, Louco por Você (3500 sprzedanych egzemplarzy w ciągu roku). Artysta przyjął propozycję wytwórni CBS, zmieniając swój styl na młodzieżowy. Zaczął pisać piosenki wspólnie z kompozytorem i tekściarzem Erasmo Carlosem, który był jego najważniejszym współpracownikiem przez wiele kolejnych lat. Pierwszymi hitami duetu stały się: „Splish Splash” (będący przeróbką piosenki Bobby Darina) oraz „Parei na Contramão”, obie wydane w 1963 w albumie Splish Splash, który sprzedał się w ilości 7500 egzemplarzy, co wówczas było ilością znaczącą. Wydany w 1964 kolejny album É Proibido fumar umocnił pozycję Roberto Carlosa na brazylijskim rynku płytowym. W ślad za tym przyszły zaproszenia do programów telewizyjnych i radiowych oraz propozycja występów w Argentynie, wysunięta przez CBS. W tym samym roku album É Proibido fumar został wydany w hiszpańskiej wersji językowej (jako Es Prohibido fumar) w Argentynie. Rządząca Brazylią wojskowa junta nie zgodziła się jednak na dystrybucję tej wersji albumu w Brazylii, ponieważ język hiszpański był tu kojarzony jako język Fidela Castro i Che Guevary.
W 1965 w wyniku bezpośredniego głosowania publiczności w programie Reino da Juventude Antônio Aguillary Roberto Carlos został wybrany po raz pierwszy „Królem” (O Rei). Wydany w tym samym roku album Roberto Carlos Canta Para Juventude pobił wszystkie ustanowione dotychczas przez artystę rekordy, zdecydowanie wyprzedzając popularnego wówczas Carlosa Alberto i jego album Amor Perdido. 5 września 1965 Roberto Carlos jako gość główny otworzył legendarny koncert Jovem Guarda mając u boku Wanderléę i Erasmo Carlosa. Program ten, wyprodukowany specjalnie dla brazylijskiej młodzieży, okazał się kulturowym i obyczajowym przełomem na brazylijskiej scenie muzycznej, a dla Carlosa stanowił kolejny etap we wspinaczce na szczyty popularności. Po serii hitów w Argentynie i Brazylii Roberto Carlos stał się najlepiej sprzedającym się piosenkarzem wytwórni CBS; w listopadzie jego singiel „A Garota do Baile” osiągnął 2. miejsce za singlem „Help!” Beatlesów. Wydany również w listopadzie album Jovem Guarda potrzebował tylko tygodnia, aby zepchnąć album Help! z pierwszego miejsca na brazylijskiej liście przebojów, sprzedając się w ilości prawie 200 000 egzemplarzy w ciągu jednego roku. Największym przebojem końca 1965 i pierwszych miesięcy 1966 stała się piosenka „Que Va Quero Tudo Pro Inferno”. Po występach w Argentynie, Urugwaju i Paragwaju (krajach, w których nadal popularna była hiszpańska wersja hitu „O Calhambeque”) Carlos udał się do Europy, śpiewając w kwietniu 1966 w Portugalii (gdzie „Calhambeque” i „Que Va Quero Tudo Pro Inferno” osiągnęły pierwsze miejsce na miejscowej liście przebojów). Po powrocie do Brazylii Roberto Carlos wkrótce udał się na tournée po Ameryce Południowej, po czym pojechał do Ameryki Środkowej i Północnej (śpiewając w Los Angeles, Miami i Nowym Jorku), a następnie do Europy (występując w Londynie, Paryżu, Berlinie i Lizbonie). Album Roberto Carlos, wydany w grudniu 1966, osiągnął pozycję nr 1. w drugim tygodniu sprzedaży pozostając na niej aż do kwietnia 1967 (sprzedał się w ilości 300 000 egzemplarzy w okresie niespełna roku). W 1967 Carlos wystąpił w filmie fabularnym Roberto Carlos em Ritmo de Aventura (jego soundtrack sprzedany został w ilości 300 000 egzemplarzy, a sam film pobił wszelkie ówczesne rekordy kasowe). W czerwcu tego samego roku Roberto Carlos dał serię koncertów w Europie, Afryce, Azji i Stanach Zjednoczonych.
W 1968 roku Carlos postanowił zmienić swój profil artystyczny z idola młodzieżowego na wykonawcę romantycznego i w konsekwencji opuścił program Jovem Guarda, który z tego względu wkrótce przestał istnieć. W tym samym roku Roberto Carlos wygrał XVIII festiwal piosenki włoskiej w Sanremo śpiewając „Canzone Per Te” w parze z Sergio Endrigo) oraz wystąpił w kasowym filmie O Diamante Cor-de-rosa.
W latach 60. Roberto Carlos był inicjatorem dużej rewolucji obyczajowej w Brazylii. Osiągnięty przez niego sukces zbiegł się w czasie z rozwojem ruchu młodzieżowego, zapoczątkowanego przez The Beatles, a prowadzony przez niego program telewizyjny Jovem Guarda wyznaczył nowy muzyczny styl i zmienił oblicze brazylijskiego rynku muzycznego, wywierając głęboki wpływ na całe ówczesne pokolenie. Pogodna muzyka Roberto Carlosa, będąca połączeniem brytyjskiego popu z humorystycznymi, naśladującymi młodzieżowy slang tekstami, pisanymi przez Erasmo Carlosa, głęboko kontrastowała z mrocznymi pieśniami protestu spod znaku MPB, będącymi wyrazem sprzeciwu wobec panującej wówczas w Brazylii dyktatury wojskowej. Zmiana stylu pod koniec lat 60. przyczyniła się do jeszcze większej popularności artysty. Jego pozycję wyznaczyły napisane wówczas we współpracy z Erasmo Carlosem piosenki: „Detalhes”, „Sua Estupidez”, „Jesus Cristo”, „Debaixo dos Caracóis dos Seus Cabelos”. Utorowały mu one drogę do międzynarodowej kariery, wyznaczonej wysokimi pozycjami jego piosenek na listach przebojów Billboardu w Ameryce Łacińskiej czy zdobyciem nagrody Grammy (w latach 80.) i zapewniły sukces komercyjny.

Roberto Carlos, 1972. Archiwum Narodowe Brazylii.

### Lata 70.

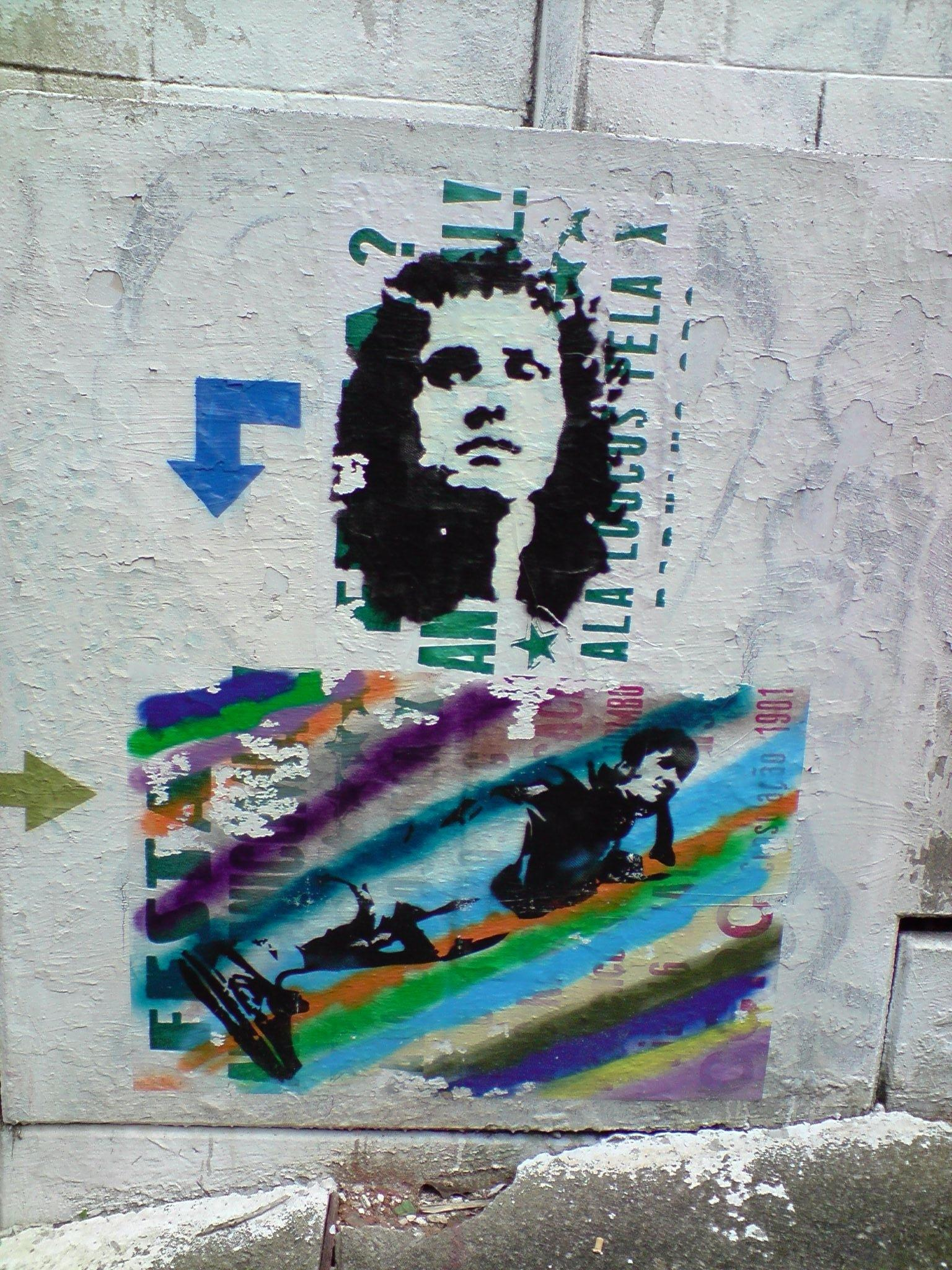
Graffiti będące reprodukcją albumu artysty wydanego w 1972

Pozycję Roberto Carlosa jako piosenkarza romantycznego wyznaczyły w latach 70. (oprócz wspomnianych „Detalhes”, „Sua Estupidez”, „Jesus Cristo”, „Debaixo dos Caracóis dos Seus Cabelos”) takie przeboje jak: „As Flores do Jardim de Nossa Casa”, „Amada Amante”, „A Montanha”, „A Proposta”, „Além do Horizonte”, „Olha”, „Amante à Moda Antiga” i „A Ilha” (wszystkie napisane z Erasmo Carlosem), a także dwie piosenki napisane specjalnie dla niego przez Caetano Veloso: „Como Dois e Dois” i „Muito Romântico”. Dekada lat 70. stała pod znakiem dalszego rozwoju międzynarodowej kariery artysty, regularnie występującego w USA, Europie i Ameryce Łacińskiej. We wczesnych latach 70. Roberto Carlos został najlepiej sprzedającym się brazylijskim artystą, którą to pozycję utrzymał przez wiele kolejnych lat. Po roku 1976 jego albumy sprzedawały się w ilości ponad 1 000 000 egzemplarzy; album Roberto Carlos z 1977 rozszedł się w ilości 2 200 000 egzemplarzy. Rekordowy okazał się też koncert artysty z 1978 gromadząc w ciągu sześciu miesięcy 250 000 widzów w całej Brazylii.

### Lata 80.
W latach 80. Carlos także zaczął nagrywać w języku angielskim i francuskim (dotychczas nagrywał albumy w języku portugalskim, hiszpańskim i włoskim). Zdobył trofeum Globo de Cristal, ufundowane przez CBS dla tych brazylijskich artystów, którzy sprzedali ponad pięć milionów swych nagrań poza Brazylią. W tym samym czasie jego albumy nadal notowały rekordową sprzedaż. Pod koniec dekady Roberto Carlos zdobył nagrodę Grammy jako najlepszy latynoamerykański wokalista muzyki pop.

### Lata 90. i XXI w.
Do 1994 Roberto Carlos sprzedał ponad 70 milionów egzemplarzy swoich albumów. W połowie lat 90. wziął udział w reaktywowanym koncercie Jovem Guarda, występując razem z artystami młodszego pokolenia (Cassia Eller, Chico Science & Nação Zumbi, Barão Vermelho czy Skank).
11 lipca 2009 na 50-lecie swojej kariery artystycznej Robero Carlos dał koncert na stadionie Maracanã w Rio de Janeiro, w którym wzięło udział 70 000 widzów. Jubileusz artysty został upamiętniony także poprzez wystawę w pawilonie wystawowym Oca w parku Ibirapuera w São Paulo. W ekspozycji, zajmującej piwnicę i trzy piętra budynku, przedstawiona została historia kariery artysty i 984 nagrane przez niego utwory.

## Dyskografia
Albumy i kompilacje
- 1961 Louco por você[7]
- 1963 Splish Splash
- 1964 E Proibido Fumar
- 1964 Roberto Carlos Canta a la Juventud
- 1965 Roberto Carlos Canta Para A Juventudev
- 1965 Jovem Guarda
- 1966 Roberto Carlos (Eu Te Darei O Céu)
- 1967 Em Ritmo de Aventura
- 1968 O Inimitàvel
- 1969 Roberto Carlos (As Flores Do Jardim Da Nossa Casa)
- 1970 Roberto Carlos (Ana)
- 1971 Roberto Carlos (Detalhes)
- 1972 Roberto Carlos (À distância)
- 1973 Roberto Carlos (A Cigana)
- 1974 Roberto Carlos (Despedida)
- 1975 Roberto Carlos (Além do horizonte)
- 1976 Roberto Carlos (Ilegal, imoral ou engorda)
- 1976 San Remo 1968
- 1977 Roberto Carlos (Amigo)
- 1978 Roberto Carlos (Fé)
- 1979 Roberto Carlos (Na paz do seu sorriso)
- 1980 Roberto Carlos (Guerra Dos Meninos)
- 1981 Roberto Carlos (As Baleias)
- 1981 Roberto Carlos (Em Inglês)
- 1982 Roberto Carlos (Amiga)
- 1983 Roberto Carlos (O côncavo e o convexo)
- 1984 Roberto Carlos (Caminhoneiro)
- 1985 Roberto Carlos (Verde e amarelo)
- 1986 Roberto Carlos (Apocalipse)
- 1987 Roberto Carlos (Tô chutando lata)
- 1988 Roberto Carlos (Se o amor se vai)
- 1988 Roberto Carlos – Ao Vivo
- 1989 Roberto Carlos (Amazônia)
- 1990 Roberto Carlos (Meu ciúme)
- 1991 Roberto Carlos (Todas as manhãs)
- 1992 Roberto Carlos – Compilação
- 1992 Roberto Carlos (Você é minha)
- 1993 Roberto Carlos (Nossa Senhora)
- 1994 Roberto Carlos (Alô)
- 1995 Roberto Carlos (O charme dos seus óculos)
- 1996 Roberto Carlos (Mulher de 40)
- 1997 Canciones que amo
- 1998 Roberto Carlos (1998)
- 1999 Roberto Carlos – Mensagens
- 1999 30 Grandes Sucessos – Vol.1 e 2
- 2000 Amor Sem Limite
- 2000 30 Grandes Canciones
- 2001 Roberto Carlos – Acústico MTV
- 2002 Roberto Carlos (2002)
- 2003 Pra sempre
- 2004 Roberto Carlos – Pra sempre ao vivo no Pacaembú
- 2004 Box Roberto Carlos anos 60
- 2005 Box Roberto Carlos anos 70
- 2005 Box Roberto Carlos anos 80
- 2005 Box Roberto Carlos Anos 90
- 2005 Roberto Carlos (2005)
- 2006 Roberto Carlos – Duetos
- 2007 Box Pra Sempre Em Espanhol – Vol. 1
- 2007 Box Pra Sempre Em Espanhol – Vol. 2
- 2008 Roberto Carlos – En vivo
- 2008 Roberto Carlos e Caetano Veloso e a música de Tom Jobim
- 2009 Elas cantam Roberto Carlos
- 2010 Emoções sertanejas
- 2012 Roberto Carlos em Jerusalém

Single
- 1959 „João e Maria”/„Fora do tom” (78 obr./min)
- 1960 „Canção do amor nenhum”/„Brotinho sem juízo” (78 obr./min)
- 1961 „Louco por você”/„Não é por mim” (78 obr./min)
- 1962 „Fim de amor”/„Malena” (78 obr./min)
- 1962 „Susie”/„Triste e abandonado” (78 obr./min)
- 1963 „Splish Splash”/„Baby, meu bem” (78 obr./min)
- 1964 „Parei na contramão”/„Na lua não há” (78 obr./min)
- 1964 „É proibido fumar”/„Minha história de amor” (78 obr./min)

DVD
- 2001 Roberto Carlos – Acústico
- 2004 Pra Sempre – ao vivo no Pacaembú
- 2006 Duetos
- 2008 Roberto Carlos – En Vivo
- 2008 Roberto Carlos e Caetano Veloso e a música de Tom Jobim
- 2009 Elas Cantam Roberto Carlos
- 2010 Roberto Carlos – Emoções Sertanejas
- 2012 Roberto Carlos em Jerusalém

Blu-Ray
- 2008 Roberto Carlos – En Vivo
- 2008 RC e Caetano Veloso e a música de Tom Jobim
- 2009 Elas Cantam Roberto Carlos
- 2011 Roberto Carlos – Emoções Sertanejas